# La Vierge de Lorette (Le Pérugin)
Pour les articles homonymes, voir La Vierge de Lorette.
La Vierge de Lorette (en italien : Madonna di Loreto) est une peinture religieuse à l'huile sur bois du Pérugin, datant de 1507 environ, conservée à la National Gallery à Londres.
L'œuvre était probablement dotée d'une prédelle aujourd'hui conservée à la Galerie nationale de l'Ombrie à Pérouse.

## Histoire
L'œuvre a été commandée par Giovanni di Matteo Schiavone (mort le 7 juin 1507) pour une chapelle qui était en projet de construction en l'église Santa Maria dei Servi à Pérouse. Le tableau devait être livré en septembre 1507. Il est probable que les collaborateurs du maître soient intervenus dans l'exécution du tableau.

## Thème
L'œuvre qui fait référence au lieu de pèlerinage de Lorette relatif à la Vierge reprend la représentation récurrente dans la peinture chrétienne de la Conversation sacrée, soit  la Vierge en majesté (ici réduit à un piédestal), accompagnée de figures saintes ou des donateurs, ici les saints Jérôme de Stridon et François d'Assise.

## Description
La scène s'inscrit dans une espèce de concavité rectangulaire avec un bas parapet ressemblant au tondo de la Vierge à l'Enfant entre deux saintes et deux anges (1492). Selon un schéma pyramidal, la Vierge et l'Enfant sont sur un piédestal avec à leurs côtés sur la gauche, saint Jérôme habillé en cardinal et sur la droite, saint François d'Assise avec la bure et les stigmates aux mains et aux pieds. Les deux saints tiennent un livre. Le regard de la Vierge est dirigé vers le spectateur alors que celui de l'Enfant converge vers saint Jérôme qui à son tour le regarde tendrement alors que celui de saint François d'Assise regarde vers l'extérieur, évitant le spectateur.
En haut du tableau, deux anges portant un rameau sont représentés symétriquement tenant une couronne au-dessus de la tête de Marie.
Tous les personnages du bas sont pieds nus et auréolés d'un parfait cercle doré (les anges portent une auréole elliptique qu'on distingue à peine).
Un paysage typé remplit le fond du tableau dans un  lointain  vaporeux de monts et collines ponctuées d'arbrisseaux.

### La prédelle
La predelle comprend 3 petits tableaux conservés à la Galerie nationale de l'Ombrie à Pérouse :
- Annonciation (17 × 37,35 cm),
- Adoration des bergers (16,3 × 37 cm),
- Baptême du Christ (17,2 × 36,7 cm).

Pour ces « petites peintures » le Pérugin a utilisé un coup de pinceau rapide et effiloché du type des œuvres de petites dimensions du début du XVIe siècle.

Éléments de la prédelle
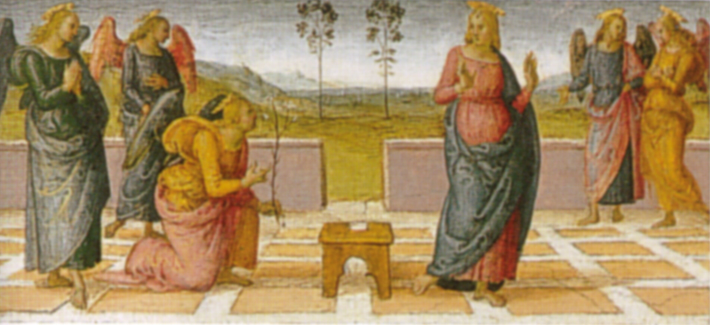
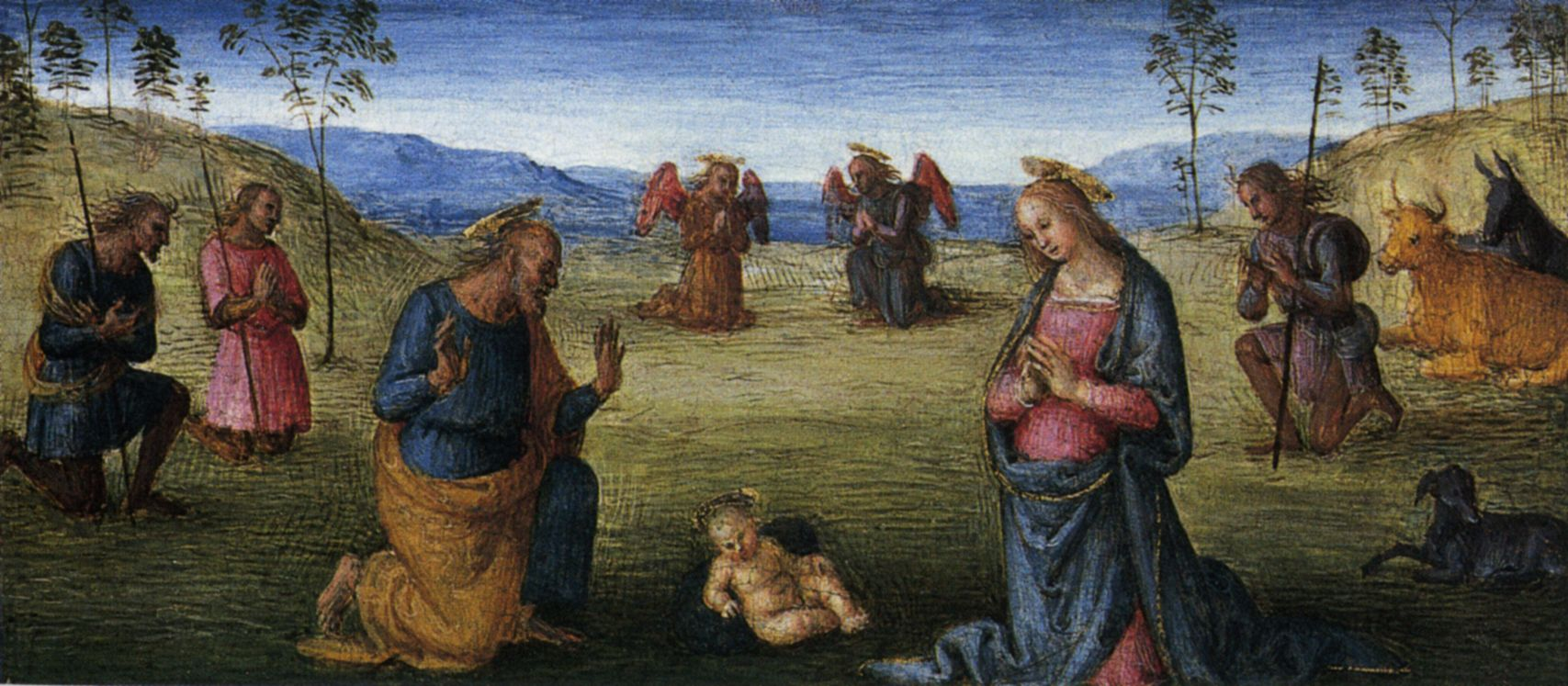
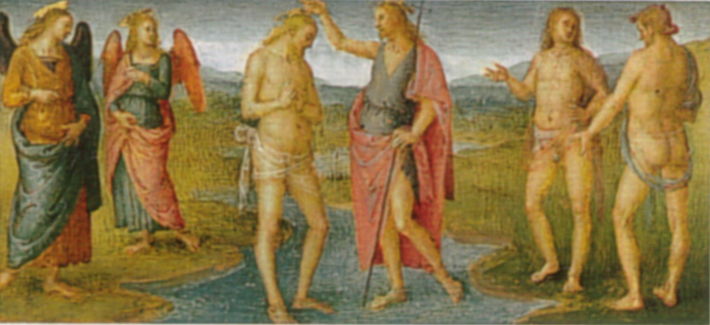

## Analyse
Bien que privée dans sa composition de caractéristiques particulières, l'œuvre est représentative de la phase tardive de l'artiste empreinte par un doux sfumato léonardesque, réaménagé selon son propre ressenti à l'insigne de figures gracieuses et élégantes.
Le peintre a préféré une exécution impeccable et de haute qualité, plutôt que l'originalité. En effet le dessin est souple et précis, gravé probablement en phase préparatoire avec la pointe en argent. La couleur à l'huile a du « corps » ; chaque détail est rendu avec grand soin et très étudié, comme la direction de la lumière, avec des effets dans les plis.
Le tableau est stylistiquement proche de l'effigie de Marie inspirée par celui de Chiara Fancelli.
Le paysage est typique du style du Pérugin avec une série de monts et collines ponctuées d'arbrisseaux qui se dégrade dans le lointain selon les règles de la perspective atmosphérique, rendant l'espace ample et profond. Dans le paysage dominent les couleurs vert turquoise et azur.

## Sources
- (it) Cet article est partiellement ou en totalité issu de l’article de Wikipédia en italien intitulé « Madonna di Loreto (Perugino) » (voir la liste des auteurs).